# Tromsø Idrettslag 1993
Questa pagina raccoglie i dati riguardanti il Tromsø Idrettslag nelle competizioni ufficiali della stagione 1993.

## Stagione
Il Tromsø chiuse la stagione al sesto posto finale. L'avventura in Coppa di Norvegia si concluse invece ai quarti di finale, con l'eliminazione nello Slaget om Nord-Norge contro il Bodø/Glimt, perdendo la sfida per 3-0. Il calciatore più utilizzato in campionato fu Tor Andre Grenersen, che giocò tutte le 22 partite. Il miglior marcatore fu invece Sigurd Rushfeldt, con 9 gol realizzati.

## Rosa
| N. |                        | Ruolo | Calciatore          |
| -- | ---------------------- | ----- | ------------------- |
|    | Norvegia (bandiera)    | P     | Tor Andre Grenersen |
|    | Norvegia (bandiera)    | P     | Thomas Tøllefsen    |
|    | Norvegia (bandiera)    | D     | Dag Trygve Berntsen |
|    | Inghilterra (bandiera) | D     | Gary Ford           |
|    | Norvegia (bandiera)    | D     | Svein Johansen      |
|    | Norvegia (bandiera)    | D     | Morten Kræmer       |
|    | Norvegia (bandiera)    | D     | Arne Vidar Moen     |
|    | Norvegia (bandiera)    | D     | Steinar Nilsen      |
|    | Norvegia (bandiera)    | D     | Morten Pedersen     |
|    | Norvegia (bandiera)    | D     | Tor Pedersen        |

| N. |                     | Ruolo | Calciatore           |
| -- | ------------------- | ----- | -------------------- |
|    | Norvegia (bandiera) | D     | Torgeir Rugtvedt     |
|    | Norvegia (bandiera) | D     | Nils Solstad         |
|    | Norvegia (bandiera) | C     | Lars Espejord        |
|    | Norvegia (bandiera) | C     | Truls Jenssen        |
|    | Norvegia (bandiera) | C     | Trond Johansen       |
|    | Polonia (bandiera)  | C     | Kazimierz Sokołowski |
|    | Norvegia (bandiera) | A     | Svein Are Andreassen |
|    | Norvegia (bandiera) | A     | Stein Berg Johansen  |
|    | Norvegia (bandiera) | A     | Tore Rismo           |
|    | Norvegia (bandiera) | A     | Sigurd Rushfeldt     |

## Calciomercato

### Sessione invernale
| Acquisti | Acquisti | Acquisti | Acquisti |
| R.       | Nome     | da       | Modalità |
| -------- | -------- | -------- | -------- |

| Cessioni | Cessioni       | Cessioni     | Cessioni   |
| R.       | Nome           | a            | Modalità   |
| -------- | -------------- | ------------ | ---------- |
| D        | Tore Nilsen    |              | ritiro     |
| C        | Ruben Bakke    | Strømsgodset | definitivo |
| C        | Bjørn Johansen | Viking       | definitivo |

### Sessione estiva
| Acquisti | Acquisti  | Acquisti       | Acquisti   |
| R.       | Nome      | da             | Modalità   |
| -------- | --------- | -------------- | ---------- |
| D        | Gary Ford | Mansfield Town | definitivo |

| Cessioni | Cessioni | Cessioni | Cessioni |
| R.       | Nome     | a        | Modalità |
| -------- | -------- | -------- | -------- |

## Risultati

### Eliteserien

#### Girone di andata
| Arbitro: | Hollung |

|             |           |               |
| Pedersen 3’ | Marcatori | 78’ Brattbakk |

| Oslo 9 maggio 1993, ore 18:00 2ª giornata | Tromsø   | 0 – 0 referto | Start | Voldsløkka Stadion (4.809 spett.)\| Arbitro: \| Singsaas \| |
| Arbitro:                                  | Singsaas |               |       |                                                             |

| Arbitro: | Haugstad |

|                          |           |          |
| Ulfstein 4’ Pedersen 18’ | Marcatori | 81’ Moen |

| Arbitro: | Hermansen |

|                        |           |  |
| Kolle 57’ Amundsen 72’ | Marcatori |  |

| Arbitro: | Hauge (Bergen) |

|                                          |           |                        |
| Tangen 12’ Bragstad 30’ Sørloth 38’, 58’ | Marcatori | 85’ Rushfeldt 87’ Moen |

| Arbitro: | Aass |

|                            |           |            |
| Rushfeldt 41’ Espejord 75’ | Marcatori | 28’ Mjelde |

| Arbitro: | Pedersen |

|                         |           |                                                     |
| Francis 27’ Riisnæs 66’ | Marcatori | 21’ Rismo 70’ Espejord 89’ Andreassen 90’ Rushfeldt |

| Arbitro: | Pedersen |

|                   |           |              |
| Berg Johansen 27’ | Marcatori | 11’ Soltvedt |

| Tromsø 27 giugno 1993, ore 18:00 9ª giornata | Tromsø | 0 – 0 referto | Fyllingen | Alfheim Stadion (4.324 spett.)\| Arbitro: \| Thorp \| |
| Arbitro:                                     | Thorp  |               |           |                                                       |

| Arbitro: | Johannessen |

|                    |           |  |
| Ingelstad 13’, 53’ | Marcatori |  |

| Arbitro: | Kjelbrott |

|  |           |          |
|  | Marcatori | 48’ Rudi |

#### Girone di ritorno
| Arbitro: | Haugstad |

|               |           |  |
| Brattbakk 57’ | Marcatori |  |

| Drammen 1º agosto 1993, ore 18:00 13ª giornata | Start   | 0 – 0 referto | Tromsø | Marienlyst Stadion (4.660 spett.)\| Arbitro: \| Hollung \| |
| Arbitro:                                       | Hollung |               |        |                                                            |

| Arbitro: | Johannessen |

|                            |           |               |
| Andreassen 46’ ? ?’ (aut.) | Marcatori | 16’ Østenstad |

| Arbitro: | Halle (Molde) |

|                        |           |  |
| Kaasa 62’ Fladmark 66’ | Marcatori |  |

| Oslo 22 agosto 1993, ore 18:00 16ª giornata | Tromsø                | 0 – 0 referto | Rosenborg | Voldsløkka Stadion (4.457 spett.)\| Arbitro: \| Ditlefsen (Mo i Rana) \| |
| Arbitro:                                    | Ditlefsen (Mo i Rana) |               |           |                                                                          |

| Arbitro: | Pedersen |

|                                        |           |                    |
| Karlsson 34’ Pedersen 57’ Bjarmann 62’ | Marcatori | 9’ Andreassen ?’ ? |

| Arbitro: | Aass |

|                                                |           |  |
| Andreassen 21’ Rushfeldt 49’, 78’ Pedersen 71’ | Marcatori |  |

| Arbitro: | Kjensli (Oslo) |

|                |           |              |
| A. Stavrum 12’ | Marcatori | 60’ Espejord |

| Bergen 26 settembre 1993, ore 15:00 20ª giornata | Fyllingen     | 0 – 0 referto | Tromsø | Varden Amfi (1.408 spett.)\| Arbitro: \| Halle (Molde) \| |
| Arbitro:                                         | Halle (Molde) |               |        |                                                           |

| Arbitro: | Pedersen |

|                                    |           |           |
| Rushfeldt 60’, 63’, 85’ Nilsen 70’ | Marcatori | 36’ Sætre |

| Arbitro: | Hollung |

|  |           |               |
|  | Marcatori | 46’ Rushfeldt |

### Coppa di Norvegia
|  | Alta | 0 – 7 | Tromsø |  |

|  | Lyngen/Karnes | 0 – 3 | Tromsø |  |

|  | Honningsvåg | 0 – 4 | Tromsø |  |

|  | Tromsø | 5 – 1 | Mjølner |  |

|  | Tromsø | 2 – 1 | Sandefjord |  |

|  | Bodø/Glimt | 3 – 0 | Tromsø |  |

## Statistiche

### Statistiche di squadra
| Competizione      | Punti | In casa | In casa | In casa | In casa | In casa | In casa | In trasferta | In trasferta | In trasferta | In trasferta | In trasferta | In trasferta | Totale | Totale | Totale | Totale | Totale | Totale | DR  |
| Competizione      | Punti | G       | V       | N       | P       | Gf      | Gs      | G            | V            | N            | P            | Gf           | Gs           | G      | V      | N      | P      | Gf     | Gs     | DR  |
| ----------------- | ----- | ------- | ------- | ------- | ------- | ------- | ------- | ------------ | ------------ | ------------ | ------------ | ------------ | ------------ | ------ | ------ | ------ | ------ | ------ | ------ | --- |
| Tippeligaen       | 26    | 11      | 4       | 5       | 2       | 14      | 8       | 11           | 2            | 3            | 6            | 11           | 17           | 22     | 6      | 8      | 8      | 25     | 25     | 0   |
| Coppa di Norvegia | -     | 2       | 2       | 0       | 0       | 7       | 2       | 4            | 3            | 0            | 1            | 14           | 3            | 6      | 5      | 0      | 1      | 21     | 5      | +16 |
| Totale            | -     | 13      | 6       | 5       | 2       | 21      | 10      | 15           | 5            | 3            | 7            | 25           | 20           | 28     | 11     | 8      | 9      | 46     | 30     | +16 |

### Statistiche dei giocatori
| Giocatore        | Eliteserien | Eliteserien | Coppa di Norvegia | Coppa di Norvegia | Totale   | Totale |
| Giocatore        | Presenze    | Reti        | Presenze          | Reti              | Presenze | Reti   |
| ---------------- | ----------- | ----------- | ----------------- | ----------------- | -------- | ------ |
| S. Andreassen    | 18          | 4           | ?                 | ?                 | 18+      | 4+     |
| S. Berg Johansen | 15          | 1           | ?                 | ?                 | 15+      | 1+     |
| D. Berntsen      | 13          | 0           | ?                 | ?                 | 13+      | 0+     |
| L. Espejord      | 21          | 3           | ?                 | ?                 | 21+      | 3+     |
| G. Ford          | 12          | 0           | ?                 | ?                 | 12+      | 0+     |
| T. Grenersen     | 22          | 0           | ?                 | ?                 | 22+      | 0+     |
| T. Jenssen       | 3           | 0           | ?                 | ?                 | 3+       | 0+     |
| T. Johansen      | 19          | 1           | ?                 | ?                 | 19+      | 1+     |
| M. Kræmer        | 21          | 0           | ?                 | ?                 | 21+      | 0+     |
| A. Moen          | 20          | 2           | ?                 | ?                 | 20+      | 2+     |
| S. Nilsen        | 19          | 1           | ?                 | ?                 | 19+      | 1+     |
| M. Pedersen      | 21          | 2           | ?                 | ?                 | 21+      | 2+     |
| T. Pedersen      | 5           | 0           | ?                 | ?                 | 5+       | 0+     |
| T. Rismo         | 19          | 1           | ?                 | ?                 | 19+      | 1+     |
| T. Rugtvedt      | 0           | 0           | ?                 | ?                 | 0+       | 0+     |
| S. Rushfeldt     | 21          | 9           | ?                 | ?                 | 21+      | 9+     |
| K. Sokołowski    | 14          | 0           | ?                 | ?                 | 14+      | 0+     |
| N. Solstad       | 16          | 0           | ?                 | ?                 | 16+      | 0+     |
| T. Tøllefsen     | 0           | 0           | ?                 | ?                 | 0+       | 0+     |